# Ona Šimaitė
Ona Šimaitė, född 6 januari 1894 i Akmenė, Ryssland, död 17 januari 1970 i Paris, var en litauisk bibliotekarie.
Šimaitė, som hade studerat i Moskva, arbetade från 1940 på universitetsbiblioteket i Vilnius. Hon är känd för sina insatser under andra världskriget, då hon hjälpte ett flertal judar att fly från Vilnius getto. Hon var också mycket engagerad i att rädda böcker på jiddisch från de nazistiska ockupanterna. Men i april 1944 greps hon av Gestapo. Hon dömdes till döden men deporterades till koncentrationslägret Dachau och sedan till interneringslägret Ludelange i Frankrike. Lägret befriades av de allierade och därefter bodde Šimaitė i Frankrike fram till sin död, bortsett från en kortare sejour i Israel. Hon belönades 1966 med den israeliska utmärkelsen Rättfärdig bland folken.